# Premi Emmy 1980
La cerimonia della 32ª edizione dei Primetime Emmy Awards (32nd Primetime Emmy Awards) si è tenuta al Pasadena Civic Auditorium di Pasadena (California) il 7 settembre 1980.
La cerimonia fu presentata da Steve Allen e Dick Clark.

## Primetime Emmy Awards
Per le candidature, furono presi in considerazione i programmi trasmessi tra il 1º luglio 1979 e il 30 giugno 1980.

### Migliore serie televisiva drammatica
- Lou Grant
- Agenzia Rockford (The Rockford Files)
- Dallas
- In casa Lawrence (Family)
- Time Out (The White Shadow)

### Migliore serie televisiva comica o commedia
- Taxi
- Barney Miller
- M*A*S*H
- Soap
- WKRP in Cincinnati

### Miglior miniserie
- Edward e Mrs. Simpson (Edward and Mrs. Simpson)
- Disraeli (Disraeli - Portrait of a Romantic)
- La duchessa di Duke Street (The Duchess of Duke Street)
- Moviola - La guerra di Rossella O'Hara (The Scarlett O'Hara War)

### Miglior speciale commedia o drammatico
- Anna dei miracoli (The Miracle Worker)
- Niente di nuovo sul fronte occidentale (All Quiet on the Western Front)
- Quando il grano è maturo (Amber Waves)
- La tragedia della Guyana (Guyana Tragedy - The Story of Jim Jones)
- L'ultimo degli indifesi (Gideon's Trumpet)

### Migliore attore in una serie drammatica
- Edward Asner – Lou Grant
- James Garner – Agenzia Rockford
- Larry Hagman – Dallas
- Jack Klugman – Quincy (Quincy M.E.)

### Migliore attore in una serie comica o commedia
- Richard Mulligan – Soap
- Alan Alda – M*A*S*H
- Robert Guillaume – Benson
- Judd Hirsch – Taxi
- Hal Linden – Barney Miller

### Miglior attore protagonista in una miniserie o speciale
- Powers Boothe – La tragedia della Guyana
- Tony Curtis – Moviola - La guerra di Rossella O'Hara
- Henry Fonda – L'ultimo degli indifesi
- Jason Robards – F.D.R. - Ultimo anno (F.D.R.: The Last Year)

### Migliore attrice in una serie drammatica
- Barbara Bel Geddes – Dallas
- Lauren Bacall – Agenzia Rockford | Episodio: Lions, Tigers, Monkeys and Dogs
- Mariette Hartley – Agenzia Rockford | Episodio: Paradise Cove
- Kristy McNichol – In casa Lawrence
- Sada Thompson – In casa Lawrence

### Migliore attrice in una serie comica o commedia
- Cathryn Damon – Soap
- Katherine Helmond – Soap
- Polly Holliday – Flo
- Sheree North – Archie Bunker's Place
- Isabel Sanford – I Jefferson (The Jeffersons)

### Miglior attrice protagonista in una miniserie o speciale
- Patty Duke – Anna dei miracoli
- Bette Davis – Mamma bianca (White Mama)
- Melissa Gilbert – Anna dei miracoli
- Lee Remick – Haywire - La spiaggia dei giorni felici (Haywire)

### Migliore attore non protagonista in una serie drammatica
- Stuart Margolin – Agenzia Rockford
- Mason Adams – Lou Grant
- Noah Beery Jr. – Agenzia Rockford
- Robert Walden – Lou Grant

### Migliore attore non protagonista in una serie comica o commedia
- Harry Morgan – M*A*S*H
- Mike Farrell – M*A*S*H
- Max Gail – Barney Miller
- Howard Hesseman – WKRP in Cincinnati
- Steve Landesberg – Barney Miller

### Miglior attore non protagonista in una miniserie o speciale
- George Grizzard – The Oldest Living Graduate
- Ernest Borgnine – Niente di nuovo sul fronte occidentale
- John Cassavetes – Corpo a corpo (Flesh & Blood)
- Charles Durning – Attica
- Harold Gould – Moviola - La guerra di Rossella O'Hara

### Migliore attrice non protagonista in una serie drammatica
- Nancy Marchand – Lou Grant
- Nina Foch – Lou Grant | Episodio: Hollywood
- Linda Kelsey – Lou Grant
- Jessica Walter – Trapper John (Trapper John, M.D.)

### Migliore attrice non protagonista in una serie comica o commedia
- Loretta Swit – M*A*S*H
- Loni Anderson – WKRP in Cincinnati
- Polly Holliday – Alice
- Inga Swenson – Benson

### Miglior attrice non protagonista in una miniserie o speciale
- Mare Winningham – Quando il grano è maturo (Amber Waves)
- Eileen Heckart – F.D.R. - Ultimo anno
- Patricia Neal – Niente di nuovo sul fronte occidentale
- Carrie Nye – Moviola - La guerra di Rossella O'Hara

### Migliore regia per una serie drammatica
- Lou Grant – Roger Young per l'episodio Cop
- Lou Grant – Burt Brinckerhoff per l'episodio Hollywood
- Lou Grant – Peter Levin per l'episodio Andrew, Part II: Trial
- Lou Grant – Gene Reynolds per l'episodio Influence
- Skag – Frank Perry per l'episodio pilota

### Migliore regia per una serie comica o commedia
- Taxi – James Burrows per l'episodio Louie and the Nice Girl
- M*A*S*H – Alan Alda per l'episodio Dreams
- M*A*S*H – Charles S. Dubin per l'episodio Period of Adjustment
- M*A*S*H – Burt Metcalfe per l'episodio Bottle Fatigue
- M*A*S*H – Harry Morgan per l'episodio Stars and Stripes

### Miglior regia per una miniserie o speciale
- Attica – Marvin J. Chomsky
- Moviola - La guerra di Rossella O'Hara – John Erman
- Niente di nuovo sul fronte occidentale – Delbert Mann
- Quando il grano è maturo – Joseph Sargent
- La tragedia della Guyana – William A. Graham

### Migliore sceneggiatura per una serie drammatica
- Lou Grant – Seth Freeman per l'episodio Cop
- Lou Grant – Allan Burns e Gene Reynolds per l'episodio Brushfire
- Lou Grant – Michele Gallery per l'episodio Lou
- Premiata Agenzia Whitney – Stephen J. Cannell per l'episodio pilota
- Skag – Abby Mann per l'episodio pilota

### Migliore sceneggiatura per una serie comica o commedia
- Barney Miller – Bob Colleary per l'episodio Photographer
- The Associates – Stan Daniels, Ed. Weinberger l'episodio The Censors
- The Associates – Michael Leeson, Charlie Hauck per l'episodio The First Day
- M*A*S*H – Ken Levine, David Isaacs per l'episodio Goodbye Radar, pt. II
- Taxi – Glen Charles, Les Charles per l'episodio Honor Thy Father

### Migliore sceneggiatura per una miniserie o speciale
- Off the Minnesota Strip – David Chase
- Attica – James S. Henerson
- Moviola - La bionda di quest'anno (Moviola: This Year's Blonde) – James Lee
- Quando il grano è maturo – Ken Trevey
- L'ultimo degli indifesi – David W. Rintels